# 曲大成
曲大成，中国人民解放军军事将领。
2001年4月，担任中国人民解放军军事法院院长。2005年，委任中华人民共和国一级大法官。